# HD 74156
HD 74156 – gwiazda, będąca żółtym karłem (typu G1), znajdująca się w gwiazdozbiorze Hydry, ok. 211 lat świetlnych od naszego Układu Słonecznego.

## Układ planetarny
Wokół gwiazdy krążą po ekscentrycznych orbitach dwie znane planety pozasłoneczne, będące gazowymi olbrzymami. Trzecia planeta, HD 74156 d, której odkrycie ogłoszono w 2007 nie została potwierdzona przez dalsze badania i jej istnienie jest wątpliwe.